# Орешково (Лотошинский район)
Оре́шково — деревня в Лотошинском районе Московской области России.
Относится к Ошейкинскому сельскому поселению, до реформы 2006 года относилась к Ушаковскому сельскому округу. По данным Всероссийской переписи 2010 года численность постоянного населения деревни составила 7 человек (4 мужчин, 3 женщины).

## География
Расположена примерно в 4 км к юго-востоку от районного центра — посёлка городского типа Лотошино, на ответвлении от автодороги Р107 Клин — Лотошино. Ближайшие населённые пункты — деревни Березняки, Горы-Мещерские, Григорово и посёлок Кировский.

## Исторические сведения
До 19 марта 1919 года входила в состав Кульпинской волости Волоколамского уезда Московской губернии, после чего была присоединена к Лотошинской волости.
По сведениям 1859 года — это деревня Арешка при колодце, с 30 дворами и 247 жителями (109 мужчин и 138 женщин); по данным на 1890 год — деревня Орешки с числом душ — 103.
По материалам Всесоюзной переписи населения 1926 года в деревне Орешково проживало 223 человека (105 мужчин, 118 женщин), насчитывалось 45 хозяйств, имелась школа, располагался сельсовет. На хуторе Орешково, входившем в Орешковский сельсовет, проживало 68 человек, велось 13 хозяйств.

## Население
| 1852 | 1859 | 1926 | 2002 | 2006 | 2010 |
| ---- | ---- | ---- | ---- | ---- | ---- |
| 233  | ↗247 | ↘223 | ↘11  | ↘6   | ↗7   |